# Sublatief
De sublatief (van het Latijnse sublatus, "naar boven gedragen") is een naamval die met name voorkomt in het Fins, Hongaars en sommige Nach-Dagestaanse talen zoals het Tsezisch. De basisbetekenis is "naar iets toe", ofwel een eindpunt met een ruimtelijke dimensie (de vloer, grond, een boom), iets wat in het Nederlands vaak met behulp van een achterzetsel wordt vertaald. 

## Hongaars
De uitgang van de sublatief in het Hongaars is -re/-ra, bijvoorbeeld:
- a hajóra, "het schip op" (a hajó = het schip)
- erre az asztalra, "deze tafel op" (ez = deze → erre = op deze; az asztal = de tafel)
- Budapestre, "naar Boedapest".

Let op: Bij de meeste Hongaarse plaatsnamen wordt -ra/-re gebruikt in de betekenis van "naar".
Geleidelijk aan is het gebruik van de sublatief in het Hongaars figuurlijker geworden, en wordt de naamval ook gebruikt in bijvoorbeeld tijdsuitdrukkingen.

## Nach-Dagestaanse talen
In Nach-Dagestaanse talen betekent de sublatief hoofdzakelijk "naar de bodem van...".